# Transkei-Langschnabellerche
Die Transkei-Langschnabellerche (Certhilauda semitorquata) ist eine Art aus der Familie der Lerchen (Alaudidae), die im äußersten Südosten Afrikas lebt. Die Art bewohnt offene, felsige Landschaften und ernährt sich hauptsächlich von Insekten. Sie gilt in ihrem Fortbestand als nicht gefährdet.

## Merkmale und Gesang
Die Transkei-Langschnabellerche erreicht ausgewachsen eine Größe zwischen 16 und 20 cm bei einem Gewicht von etwa 30 bis 48 g. Das Männchen wird dabei etwa 10 bis 14 % größer als das Weibchen. Wie die anderen Arten der Gattung Certhilauda auch, hat die Transkei-Langschnabellerche den namensgebenden langen, leicht abwärts gebogenen Schnabel und lange Beine. Ihr Federkleid ist oberseits unauffällig braun gestreift mit einem leichten Stich ins Rötliche. Der Bauch ist deutlich heller, die Sprenkel sind weniger ausgeprägt als bei der Karoolerche (Calendulauda albescens) und auf die Kehle sowie den obersten Teil der Brust beschränkt. Über einem dunkleren Augenstreif liegt ein deutlicher heller Überaugenstreif. Im Feld wären die Certhilauda-Arten vermutlich allein an ihrem Äußeren kaum zu unterschieden, auch wenn die Wangen der Transkei-Langschnabellerche etwas weniger hell abgesetzt sind als die ihrer Verwandten.
Der Gesang besteht aus einer einzigen Lautäußerung, die ständig wiederholt wird, nämlich einem über knapp zwei Sekunden langgezogenen etwa eine Sexte umfassenden, abwärts geflöteten Ton. Im Vergleich mit der Karoo-Langschnabellerche (Certhilauda subcoronata) fällt die deutlich kürzere Pause zwischen zwei Lauten auf, die kaum länger dauert als der Laut selbst. Außerdem fehlt die etwas melodiösere zweite Lautäußerung der südwestafrikanischen Verwandten.
Das wichtigste Unterscheidungskriterium im Feld wird damit die Verbreitung der Transkei-Langschnabellerche, deren Verbreitungsgebiet sich kaum mit dem anderer Langschnabellerchen überschneidet. Von anderen, meist etwas kleineren Lerchen unterscheiden sich alle Langschnabellerchen durch die langen Beine und den langen, abwärts gerichteten Schnabel.

## Habitat und Lebensweise
Ihr natürliches Habitat sind trockene subtropische bis tropische Strauchlandschaften. Eine Präferenz zeigt sich dabei für besonders felsige, hügelige Landschaftsformen. Es handelt sich um Standvögel, die sich nicht an den saisonalen Vogelzügen beteiligen. Als Nahrung werden hauptsächlich verschiedene Insekten angenommen, die am Boden laufend aufgepickt werden. Gelegentlich wird der Schnabel suchend in dichte Grasbüschel gesteckt, sehr selten graben die Vögel auch in der Erde nach Nahrung. Die Brutzeit erstreckt sich in etwa von September bis Januar, mit einem Schwerpunkt in den Monaten Oktober bis Dezember. Bei der Balz stellt das Männchen seine Flugkünste durch Sturzflüge aus 10 bis 15 m Höhe, die unter lautem Rufen dicht über dem Boden abgebrochen werden, zur Schau. Kommt es zum Nestbau, obliegt dieser allein dem Weibchen. Das Nest ist eine offene, tassenförmige Konstruktion aus trockenen Gräsern, die am Boden im Schutz eines Felsen oder größeren Grasbüschels errichtet wird. Der Rand des Nests wird häufig mit einer großen Zahl kleiner Steine „dekoriert“. Die Gelegegröße liegt bei zwei bis drei Eiern. Die Nestlinge werden von beiden Altvögeln gemeinschaftlich versorgt. Inkubationszeit und Zeitraum bis zum Flüggewerden der Nachkommen sind bislang noch unbekannt.

## Verbreitung und Bestand

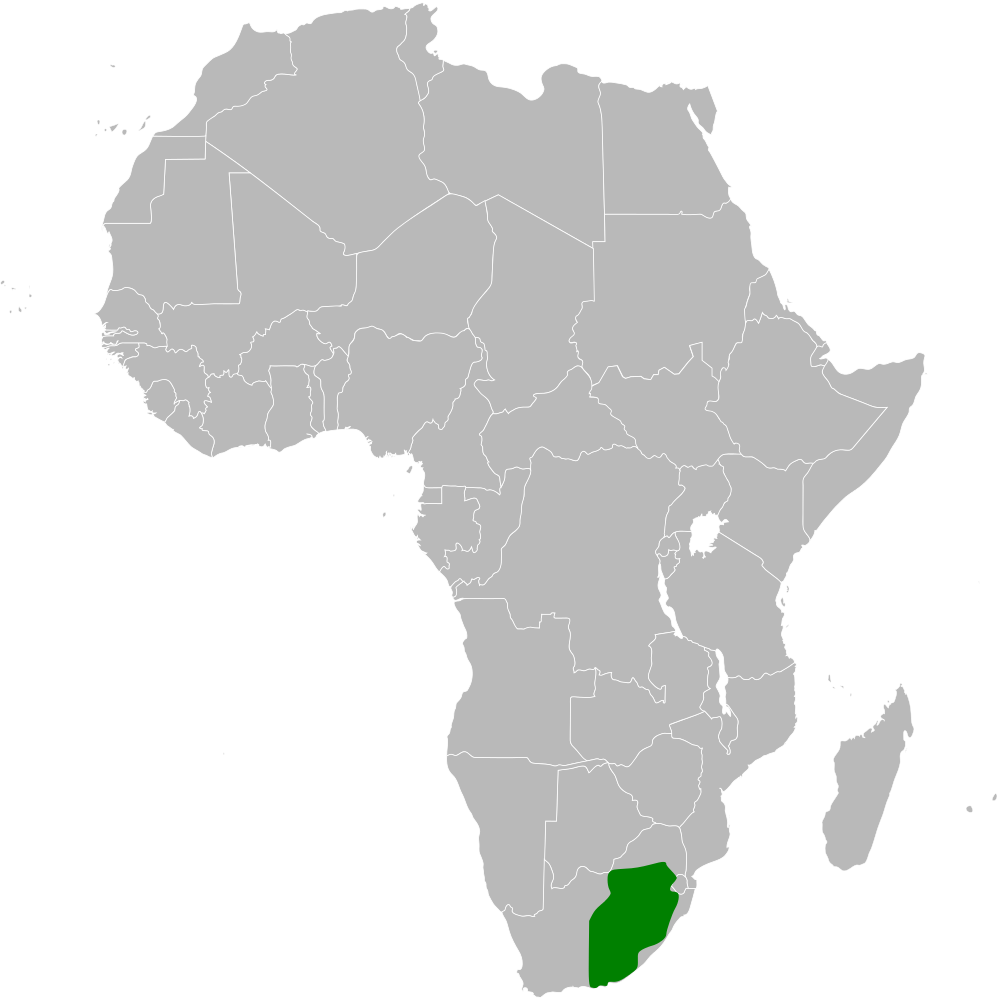
Verbreitungskarte der Transkei-Langschnabellerche

Das Verbreitungsgebiet der Transkei-Langschnabellerche liegt in der östlichen Hälfte Südafrikas, reicht von der Küste der Provinz Ostkap bis nordwärts etwas über Pretoria hinaus, umfasst ganz Lesotho und den äußersten Nordwesten Eswatinis. Ein wechselnd breiter Küstenstreifen von etwa East London bis Eswatini bleibt ausgespart.
Die IUCN wertet die Gefährdungssituation dieser Art in der Roten Liste als „nicht gefährdet“ (least concern).

## Unterarten
Es werden drei Unterarten unterschieden.
- C. s. semitorquata Smith, 1836 – zentrales Südafrika
- C. s. transvaalensis Roberts, 1936 – östliches Südafrika
- C. s. algida Quickelberge, 1967 – südöstliches Südafrika